# Берарди, Фабио
Фабио Берарди (итал. Fabio Berardi; род. 26 мая 1959, Борго-Маджоре, Сан-Марино) — политический деятель Сан-Марино, дважды капитан-регент Сан-Марино с 1 апреля по 1 октября 2001 года и с 1 октября 2016 года по 1 апреля 2017 года.

## Биография
Фабио Берарди родился в мае 1959 года в Борго-Маджоре. Является по профессии геологом.
В 1998 году был впервые избран в Большой генеральный совет Сан-Марино. Являлся в то время членом Христианско-демократическая партии, в 2001 году первый раз был избран в Капитан-регетом Сан-Марино.
С октября 2001 по декабрь 2003 года он занимал пост государственного секретаря по планированию, окружающей среде и сельскому хозяйству.
С января 2004 по июль 2006 года был министром иностранных и политических дел Сан-Марино, пока 27 июля его не сменил Фиоренцо Столфи. С июля 2006 года по сентябрь 2008 года был министром здравоохранения. С декабря 2008 года Берарди занимал пост государственного секретаря по туризму, спорту, экономическому планированию и связям с общественностью.
Был одним из организаторов в 2005 году новой партии социалистов и демократов. Однако через три года вернулся в первую партию. В сентябре 2015 года он во второй раз был избран на пост капитан-регента совместно с Марино Риккарди на срок с 1 октября 2016 года до 1 апреля 2017 года.
Является отцом двоих детей.